# مور أباد (بشاريات الغربي)
مور أباد (بالفارسية: مورآباد) هي قرية تقع في إيران في قسم بشاریات الغربي الریفي. يقدر عدد سكانها بـ 615 نسمة .